# 蘆野資泰 (民部少輔)
蘆野 資泰（あしの すけやす）は、江戸時代前期の旗本（交代寄合）。蘆野氏18代当主。

## 生涯

### 家督相続
蘆野氏は下野国の那須氏庶流で那須七騎の一つ。資泰は蘆野氏17代当主で知行2千700石の蘆野政泰の長男として生まれた。
慶長16年（1611年）、父政泰が20歳で急死したため急遽家督を継ぐこととなった。この時、蘆野氏は家宝である景秀（光忠の弟）作の刀を江戸幕府に献上している。この後より蘆野氏は代々采地に住んで、年毎に江戸へと参じ年首を賀した。

### 旗本としての事績
慶長19年（1614年）に安房国の里見忠義が改易された時には、内藤政長・本多忠朝に従って安房に赴き、館山城守衛の任にあたった。同年冬と翌慶長20年（1615年）夏に二度に渡って行われた大坂の陣では両陣とも本多正信の部隊に属して戦い、夏の陣では大坂方の首級34を挙げた。
元和3年（1617年）に徳川秀忠が上洛した際に供奉した。元和5年（1619年）に上洛した際にも供奉し、還御の際には秋元泰朝に属して駿府城の城番を務め、更に同年に松平勝隆・高木正次らに属して大坂城番も務めた。
寛永17年（1640年）には4月に徳川家光が日光社参を行うこととなり、それに先立って同年1月26日に日光東照宮の社殿の修理を行うように命じられた。翌寛永18年（1641年）3月3日にもまた同様の命が下され、社殿の修理を行なった。

### 後継者問題
資泰は正室との間に子供が生まれていなかった。晩年になって他家から養子を迎えることを検討し、同じく下野国の旗本であった岡本義保に打診したところ、岡本はこれを快諾して次男の岡本万吉（後の岡本義則）を養子入りさせることが二人の間で決まった。
しかし、蘆野家臣団との調整が難航した。資泰には庶子がいた。家臣らはこの芳賀郡赤羽村の庄屋の娘との間に生まれた庶子を、跡継ぎとして推した。これに資泰が折れ、低い身分の女性との間の子ではあったがこの庶子を後継とする事に決め、蘆野左近（後の蘆野資俊）と名乗らせて元服させ、岡本との養子縁組の約束を反故にした。蘆野氏側から一方的に断られ、面目を潰された形となった岡本は激怒した。この件は蘆野氏は直接の当事者とはならなかったものの、後の岡本家の御家騒動である「泉騒動」の遠因となった。
正保3年（1646年）8月19日に死去。跡を資俊が継いだ。

## 参考資料
- 『寛政重修諸家譜』
- 矢板市史編集委員会編 『矢板市史』矢板市、1981年。